# The Charlatans (Amerikaanse band)
The Charlatans, ook wel bekend als The Amazing Charlatans, was een Amerikaanse rockband uit San Francisco. De band werd geformeerd in 1964 en speelde voornamelijk rhythm-and-blues en folkrock, beïnvloed door de Britse invasie. Tijdens hun live optredens ontwikkelden ze hun eigen stijl, die San Francisco Sound heette en diende als sjabloon voor vele andere Bay Area-bands. The Charlatans waren daarom doorslaggevend voor de ontwikkeling van psychedelische rock.

## Bezetting
Oprichters
- George Hunter (zang, autoharp, tot 1968)
- Mike Wilhelm (e-gitaar)
- Sam Linde (drums, tot 1965)
- Michael Ferguson (piano, tot 1967)
- Richard Olsen (e-basgitaar)

Voormalige leden
- Dan Hicks († 2016; drums, e-gitaar, zang,  1965–1968)
- Terry Wilson (drums, vanaf 1967)
- Patrick Gogerty (piano, 1967–1968)
- Daniel DeVore (piano, vanaf 1968)

Gastmuzikanten
- Hank Bradley (viool)
- Lynne Hughes (zang, gitaar)

## Geschiedenis

### 1964–1965: het begin in de Red Dog Saloon
Het was in de zomer van 1964 toen de architectuurstudent George Hunter, geïnspireerd door The Beatles, besloot om een band te vormen. Muzikale kennis had hij nauwelijks. Hij speelde een beetje autoharp en had eerder alleen geluidsbandcollages gemaakt voor een dansgroep, waartoe zijn vriendin Lucy Lewis behoorde. Een concert van The Rolling Stones op 14 mei 1965 in het San Francisco Civic Auditorium gaf zowel George Hunter als Ron Nagle verdere impulsen. Ron Nagle formeerde de band The Terrazzo Brothers, die datzelfde jaar zou worden omgedoopt tot The Mystery Trend en nam, net als The Charlatans, de stijl over van de bands van de Britse invasie. De Charlatans speelden aanvankelijk simpele rock-'n-roll- en rhythm-and-blues-standards als Got My Mojo Working en My Babe. Destijds was dit zeer ongebruikelijk voor San Francisco, aangezien daar puur akoestische folkmuziek domineerde.
Michael Ferguson was eigenaar van de boetiek Magic Theatre for Madmen Only in de wijk Haight-Ashbury in San Francisco, waar hij voornamelijk antieke kleding, een beetje kunst en allerlei snuisterijen verkocht. Hij kwam in mei 1965 bij de band. Kort daarna verliet Sam Linde de band en werd vervangen door Dan Hicks. De band kleedde zich volledig in wildwest-stijl uit een tijdperk dat soms werd beschreven als edwardiaans (1901-1910), soms als victoriaans (1837-1901). Ze droegen vesten, cowboylaarzen, cowboyhoeden, bolhoeden, zakhorloges en pistolen in holsters of Winchester-geweren, die ze meenamen naar het podium en neerzetten bij de versterker. Ze belichaamden de romantiek in het Wilde Westen van de belle époque en droegen hun haar langer dan The Beatles.
De band maakte hun eerste optredens in een oude wildwest saloon in het ontluikende spookstadje Virginia City. De stad was ooit een levendig mijnstadje en in de jaren 1870 telde het ongeveer 30.000 inwoners, totdat de goud- en zilvermijnen uitgeput waren, wat de stad minder belangrijk maakte. Tijdens de jaren 1960 had het slechts 450 inwoners. Mark Ubnobsky had een oud hotel met drie verdiepingen gerenoveerd voor $ 5.000 en noemde het vervolgens Red Dog Saloon. Het gebouw in victoriaanse stijl is ontworpen om de tijd van de goudkoorts te herdenken en is ook in deze stijl ontworpen. Bij de opening op 29 juli 1965, nadat de openingsdatum een paar keer moest worden uitgesteld, hadden The Charlatans hun eerste optreden in de Red Dog Saloon en pasten met hun outfit erin zoals niemand anders.
Samen met Hunter ontwierp Ferguson een concertposter voor de show, die later Seed werd genoemd omdat het werd beschouwd als de eerste psychedelische concertposter. Het was duidelijk geïnspireerd door jugendstil en leek op de posters die in de 19e eeuw werden gebruikt voor medicijnshows. The Charlatans waren oorspronkelijk pas twee weken geboekt. Uiteindelijk speelden ze echter de hele zomer lang, waardoor ze de huisband van de Red Dog Saloon werden. Naast een band huurden de uitbaters van de Red Dog Saloon ook Bill Ham in, die een psychedelische lichtshow verzorgde, doordat deze experimenteerde met een daglichtprojector en kinetische materialen en gebruikte deze om bewegende lichtschilderijen op de muur te projecteren. Vanaf de eerste avond circuleerde LSD in de Red Dog Saloon en zowel het publiek als de band consumeerden het. The Charlatans zouden de eerste rockband zijn die een concert gaf onder invloed van LSD. Tijdens de live optredens in de Red Dog Saloon, verscheen Lynne Hughes voor een paar nummers als zangeres bij The Charlatans. Hughes werkte daar eigenlijk als serveerster.

### 1965–1970: studio-opnamen en het einde
In augustus 1965 maakten The Charlatans demo-opnamen voor Autumn Records, onder leiding van radio-dj Tom Donahue. Maar er was geen contract omdat het label op de rand van het faillissement stond en werd opgekocht door Warner Bros. The Charlatans ondergingen hetzelfde lot als de Grateful Dead, die ook demo-opnamen maakte voor Autumn Records op 3 november 1965 onder de naam The Emergency Crew. In het voorjaar van 1966 keerde de band terug naar de studio, dit keer voor Kama Sutra Records. Zangeres Lynne Hughes had haar verplichte gastoptreden op de nummers Sidetrack en Devil Go My Man. Voor hun debuutsingle hadden The Charlatans een coverversie van het nummer Cod’ine van Buffy Sainte-Marie gepland. Het stuk ging over de negatieve ervaringen met codeïne, die Sainte-Marie had gehad tijdens een luchtwegaandoening. De platenmaatschappij vond het drugsonderwerp van het stuk te gevoelig en de opname werd aanvankelijk niet gepubliceerd. Het Kama Sutra-label verkocht de opnamen aan Kapp Records en zo kwam het tot het uitbrengen van het Coasters-nummer The Shadow Knows als single bij Kapp Records in oktober 1966. De single flopte en de andere Kama Sutra-opnamen van The Charlatans bleven lange tijd onuitgegeven.
Nadien waren er veranderingen binnen de band. Tijdens vernieuwde studio-opnamen in juli 1967 vertrok pianist Ferguson en werd vervangen door Patrick Gogerty. Ferguson richtte de band Tongue and Groove op met zangeres Lynne Hughes en Randy Lewis op gitaar. Terry Wilson vervoegde zich bij The Charlatans en nam de drums over van Dan Hicks, die zich vanaf dat moment concentreerde op gitaar en zang. Deze bezetting duurde tot begin 1968. De slechte relatie tussen Hunter en Gogerty leidde tot het vertrek van Gogerty. Kort daarna verliet Dan Hicks, de enige professionele muzikant, uiteindelijk de band nadat hij eerder de tweede band Dan Hicks and his Hot Licks had geformeerd. Vervolgens brak de band volledig uit elkaar om kort daarna te hergroeperen. De oprichters Mike Wilhelm en Richard Olson bleven als kwartet spelen samen met Terry Wilson en de nieuwe pianist Daniel DeVore. Met deze bezetting maakte de band opnieuw opnamen voor een album dat begin 1969 door Philips Records werd uitgebracht. De muzikale stijl van The Charlatans was echter al uit de mode en ondanks enkele goede recensies verkocht het album slecht. De overige leden speelden samen tot 1970, totdat de band uiteindelijk uit elkaar ging. Michael Ferguson bracht de twee singles Tongue en Groove en in 1969 een album uit bij Mercury Records met medewerking van Charlatans-bassist Richard Olson. Dan Hicks heeft bijgedragen aan Fallin' Apart.

### 1970 tot heden: late eer
Hoewel de band veel concerten gaf vanaf hun eerste optredens in de Red Dog Saloon tot hun ontbinding, zorgden ongelukkige omstandigheden met de platenmaatschappijen en mislukte publicaties ervoor dat ze nooit opvielen over de status van lokale helden. The Charlatans werden een onopgemerkte voetnoot in de muziekgeschiedenis. Totdat een reeks publicaties, bestaande uit oud studiomateriaal, weer aan de band deed denken. Boekauteurs zoals Charles Perry (1984), Gene Sculatti & Davin Seay (1985), Jack McDonough (1985), Vernon Joynson (1993) en Joe Selvin (1994) ontdekten de band als een belangrijk onderdeel van het muziekcircuit in San Francisco. Pianist Michael Ferguson overleed in 1979 door complicaties als gevolg van diabetes.

## Stijl en invloeden
Het repertoire van de band bestond uit vele covers, waaronder Alabama Bound, Wabash Cannonball, klassieke folkliedjes zoals I Saw Her (As She Came and Went) en Jack of Diamonds, bluesnummers als Devil Got My Man (ook bekend als Devil Got My Woman) en 32-20 (ook bekend als 22-20 Blues) van Skip James. Voor sommige opnamen werd de akoestische autoharp gebruikt. Het pianospel van Ferguson klonk als een barrelhousepiano, wat sommige nummers een ouderwets jazzkarakter gaf. Voor de single The Shadow Knows gebruikte de band echo-effecten bij het zingen, wat destijds niet meer ongebruikelijk was. Net als bij The Beatles werden veel nummers opgenomen met polyfone zang. Dit geldt ook voor We’re Not on the Same Trip, dat werd opgenomen in 1967 en met zijn vreemde feedbackopnamen het enige psychedelische nummer in de band was, maar tot 1996 niet gepubliceerd werd.
Charles Perry noemde The Charlatans een popart-statement, als de Amerikaanse reactie op de concepten van Britse mods, zoals b.v. die van The Beatles met hun paddestoelkapsels en kraagloze pakken. Bovendien braken The Charlatans met de opvatting dat je als folkmuzikant alleen tot een artistiek ambitieuze Bohème kon behoren. De gebeurtenissen in de Red Dog Saloon, waar de belangrijkste componenten van psychedelische rock in de zomer van 1965 samenkwamen, opzettelijk of per ongeluk, worden door veel auteurs beschouwd als de geboorte van het psychedelische tijdperk in Californië. Alleen Chet Helms relativeerde deze opvatting: Er waren gewoon veel bands in San Francisco en een van deze bands was voor het eerst te zien in de Red Dog Saloon. Wat hier in San Francisco gebeurde, zou ook zijn gebeurd zonder de Red Dog Saloon.

## Discografie

### Singles
- 1965: The Shadow Knows/32-20 (Kapp)
- 1969: Radio Spot (Philips), publicatie met korte interviews voor de radio
- 1969: High Coin/When I Go Sailin’ (Philips)

### Albums
- 1969: Charlatans (Philips), in 2000 opnieuw uitgebracht als The Charlatans 1969 bij Acadia
- 1979: Charlatans (Groucho Marx), reconstructie van de in 1966 niet uitgebrachte albums; in 1983 opnieuw uitgebracht bij Eva als Alabama Bound
- 1996: Amazing Charlatans (BigBeat), compilatie van studio-opnamen van 1965 tot 1968